# Asedio de Lindos

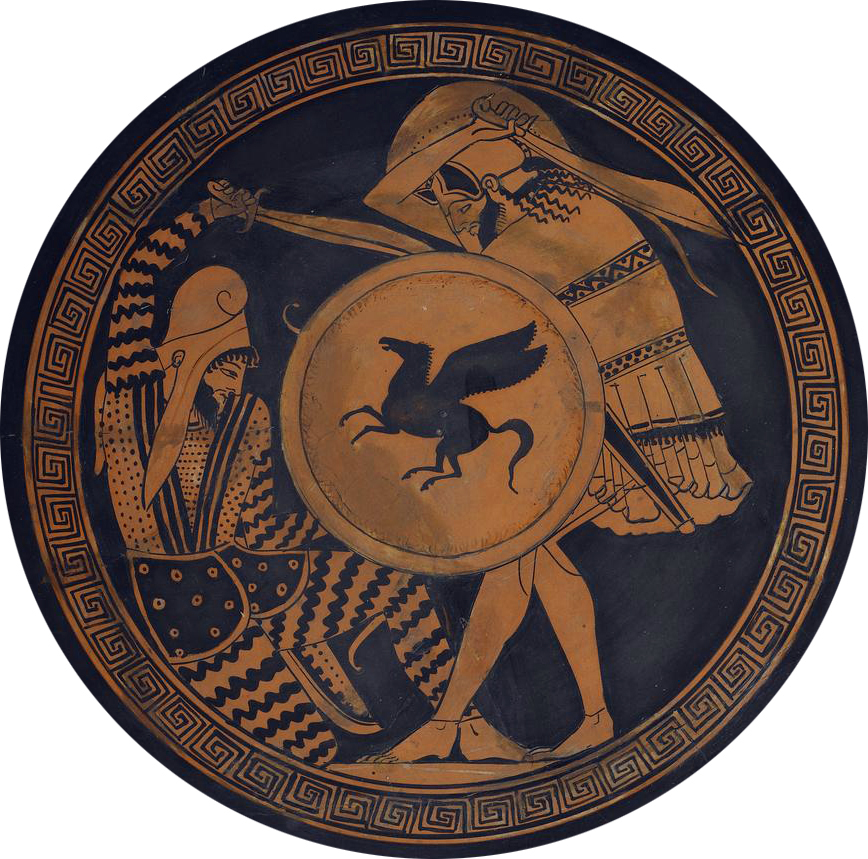
Un griego y un persa luchando en una imagen del.

El asedio de Lindos fue el principio del primer intento de los persas de invadir Grecia, en el marco de las guerras médicas. El ejército persa, liderado por Dates, salió de Cilicia para intentar someter Lindos, en la Isla de Rodas (Grecia), probablemente hacia el 490 a. C.

## Antecedentes

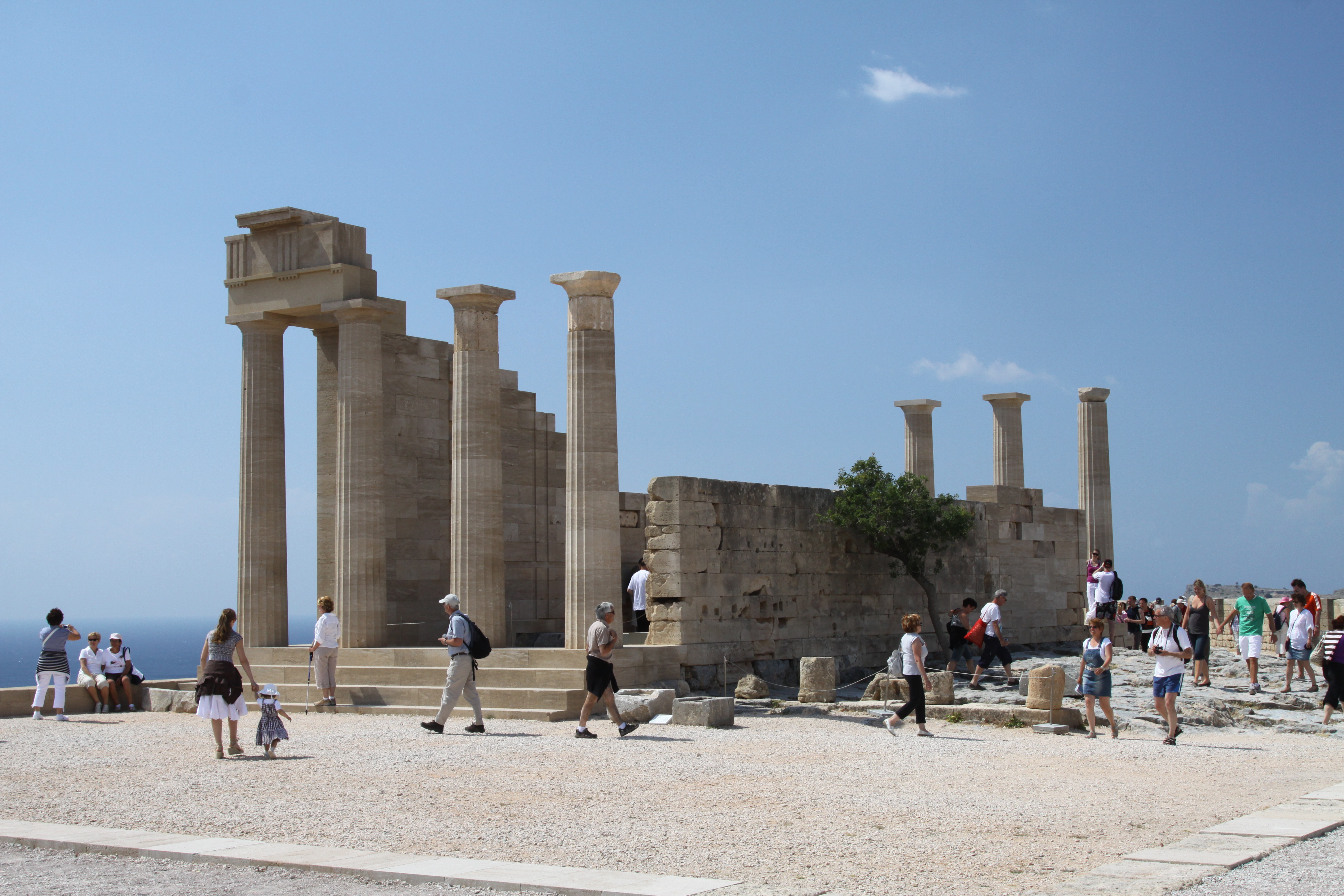
Templo de Atenea en Lindos.

Aprovechando el caos que en aquel momento había en Esparta, que dejó Atenas totalmente aislada, Darío I el Grande decidió poner en marcha una expedición anfibia para castigar Atenas y Eretria. Un ejército se preparó en Susa, y marchó a Cilicia, donde había una flota a punto. El mando de la expedición fue para Datis y Artafernes, hijo del sátrapa  Artafernes.

## El cerco
En las fuentes primarias algunos de los personajes aparecen mitificados, como también ocurre en la Batalla de Maratón. Según la Crónica de Lindos los rodios se reunieron en la Acrópolis y se resistieron al ejército persa comandado por Datis mientras tuvieron suficiente agua. Entonces decidieron entregar la ciudad a los persas, pero la diosa Atenea apareció y les pidió que esperaran mientras pedía a Zeus que les llevara agua. Los rodios pidieron a Dates esperar unos días hasta que Atenea volviera, y si no lo hacía se rendirían. Inesperadamente comenzó a llover y Datis, incrédulo al principio con la historia de Atenea, ordenó a los persas marchar de la isla después de ver que los griegos estaban protegidos por una diosa.

### Consecuencias
Tras el asedio frustrado en Lindos, la flota tomó dirección hacia el norte, a través de la costa jónica, en dirección a Samos, antes de girar bruscamente hacia el oeste en el Mar Egeo. Luego la flota pasó por el lado de Naxos, a fin de castigar a los naxianos por su resistencia en la quiebra de la expedición que los persas habían hecho una década antes. Muchos de los habitantes huyeron a las montañas; y aquellos que fueron capturados por los persas estuvieron esclavizados. Después los persas quemaron la ciudad y los templos de los naxianos.
Girando la ruta, la flota persa se acercó a Delos, obligando a los habitantes de la isla a huir de su casa. Habiendo demostrado su poder en Naxos, la intención de Datis era mostrar clemencia con las otras islas, si se dejaban someter por él. Por eso envió un mensaje a los delianos, proclamando:

Santos hombres, ¿por qué deben huir, y juzgar mal mis intenciones? Es mi propio deseo, y orden del rey para mí, no hacer daño a la tierra donde nacieron los dos dioses, ni a la propia tierra ni a sus habitantes. Así que vuelvan a sus casas y quédese en su isla»

Datis, Mensaje para los habitantes de Delos

A continuación Datis quemó 300 talentos de incienso en el altar de Apolo en Delos, para mostrar su respeto por uno de los dioses de la isla. Luego la flota siguió su camino hacia el resto del Egeo hacia Eretria, tomando rehenes y tropas de cada isla.  Finalmente los persas llegaron al extremo sur de Eubea, en Karystos, donde sus ciudadanos se negaron a entregar rehenes. Por eso fueron acosados y sus tierras devastadas, hasta que también fueron sometidos.
Las fuerzas militares siguieron navegando por Eubea hacia el primer objetivo importante: Eretria. Según Heródoto, los eretrianos estaban divididos entre sí en cuanto a cómo debían actuar ante la llegada de los persas, si tenían que huir a las tierras altas, resistían el asedio o se sometían a los persas. En cualquier caso, la decisión mayoritaria era permanecer en la ciudad. Los eretrianos en ningún momento hicieron frente a los persas, sino que los esperaron dentro de las paredes de la ciudad. El acoso duró seis días y hubo pérdidas en ambos lados; sin embargo, el séptimo día dos eretrianos representativos, abrieron las puertas, en un acto de traición, entregando la ciudad a los persas. La ciudad fue arrasada, y los templos y santuarios saqueados y quemados. Además, de acuerdo con las órdenes de Darío, los persas esclavizaron a toda la gente del pueblo que quedaba.
La flota se dirigió hacia el sur por la costa del Ática, desembarcando en la bahía de Maratón. La Batalla de Maratón sería la culminación del primer intento fallido del rey Darío I de Persia de conquistar el resto de los griegos y añadirlos a la Imperio aqueménida, asegurando así la región más débil de su frontera occidental.

## Ejército persa

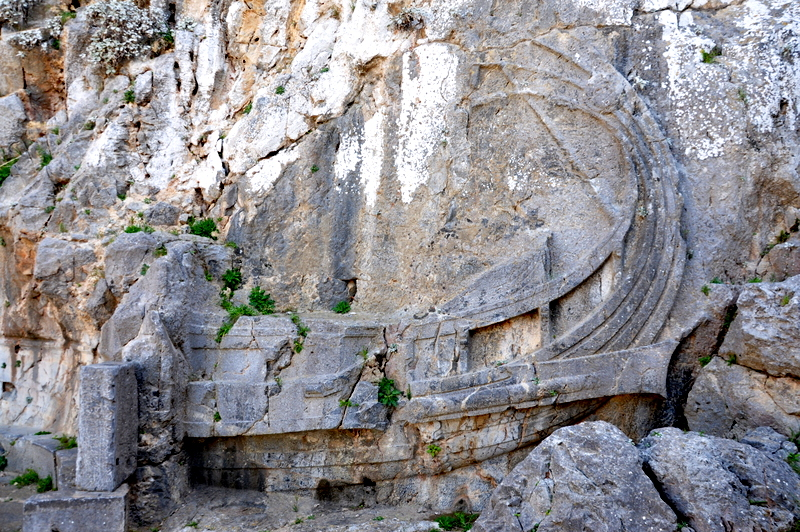
Un trirreme, el tipo de embarcación con la que llegaron los persas, esculpido en la Isla de Rodas.

Según Heródoto, la flota enviada por Darío I el Grande estaba formada por 600 trirremes. No hay ninguna indicación en las fuentes históricas sobre cuántos barcos los acompañaban, ni si los había. Heródoto afirma que 3.000 barcos de transporte acompañaron los 1.207 trirrrems durante la Segunda invasión persa a Grecia de Jerjes I el 480 a. C. Entre los historiadores modernos, varios aceptan que este número de barcos es razonable, y esto sugiere que o bien el número de 600 es la suma de los trirremes y los barcos de transporte, o bien se deben sumar los barcos de transporte a los 600 trirremes.
Heródoto no hace estimaciones de la envergadura del ejército persa, se limita a decir que formaban «una gran infantería bien preparada». Entre otras fuentes antiguas, el poeta Simónides de Ceos, casi contemporáneo, explica que las fuerzas para la batalla eran de 200,000, mientras que un escritor posterior, el romano Cornelio Nepote dice que había 200.000 unidades de infantería y 10.000 de caballería. Plutarco y Pausanias, cada uno por su parte, dicen que había 300.000, la misma cifra que la enciclopedia Suides; Platón y Lisias hablan de 500.000; y Marco Juniano Justino de 600.000.
Los historiadores modernos generalmente desestiman estas cifras porque consideran que son exageraciones. Una forma de saber el número de tropas es calcular el número de marinos que llevaba cada uno de los 600 trirremes. Heródoto dice que cada trirreme en la Segunda invasión de Grecia llevaba 30 marineros adicionales, además de los probablemente 14 marineros regulares. Por lo tanto, 600 trirremes fácilmente podrían haber llevado una infantería de entre 18.000 y 26.000 personas. Así, se puede concluir que la infantería persa estaba formada por entre 18.000 y 100.000 personas. Sin embargo, el consenso es de unos 25.0000.
La infantería persa utilizada en la invasión fue probablemente un grupo heterogéneo con gente de diversas partes del imperio. Sin embargo, según Heródoto, había unidad en cuanto al tipo de armadura y el estilo de lucha. En general las tropas iban armadas con un arco, una lanza corta y una espada, llevaban un escudo de mimbre y algunos un chaleco de cuero. La única excepción a este estilo homogéneo podrían haber sido las tropas étnicas persas, que podrían haber usado una coraza de armadura de escamas. Algunos contingentes habrían llevado una armadura un poco diferente; por ejemplo, los sacas llevaban ejemplares singulares. Los contingentes de la élite de la infantería persa parece que fueron los persas étnicos, los medas, los cisianos y los sacas; Heródoto menciona de manera específica la presencia de persas y sacas en Maratón. El estilo de combate utilizado por los persas era probablemente mantenerse al frente del enemigo, utilizar sus arcos, o equivalente, para desgastar al enemigo antes de hacer la puntilla con la lanza y la espada.
Las estimaciones en cuanto a la caballería son generalmente de entre 1.000 y 3.000 unidades. La caballería persa solía estar formada por los persas étnicos, bactrianos, medas, cisianos y sacas; la mayoría de ellos probablemente lucharon lanzándose como misiles aprovechando el peso de los caballos, y llevando armas ligeras. La flota seguro que contaba con una proporción de barcos de transporte, ya que la caballería debió de llegar en barco. Si bien Heródoto dice que la caballería llegó con los trirremes, es poco probable porque no cabrían. Lazenby estima que hicieron falta entre 30 y 40 embarcaciones de transporte para transportar las 1.000 unidades de caballería.